# کتابخانه عمومی شهرستان آباده
کتابخانه عمومی شهرستان آباده در سال ۱۳۵۴ تأسیس شده‌است و هم‌اینک ۲۰ هزار جلد کتاب دارد. از روش رده‌بندی دهدهی دیویی برای مرتب کردن کتاب‌ها استفاده می‌شود.
این کتابخانه برای استفاده عموم آزاد است و دارای کتاب‌هایی در رشته‌های مختلف علوم، فنون، هنر و کلیه معارف بشری انواع کتاب، مجلات و نشریات سودمند و جدید است. این کتابخانه به روش بسته اداره می‌شود و کسی حق ورود به مخزن را ندارد. نهاد کتابخانه عمومی پس از دریافت فهرست سفارش‌ها، کتاب‌ها را برای کتابخانه می‌فرستد و بقیه مجموعه از کتاب‌های اهدایی افراد تشکیل می‌شود.

## بخش‌ها
کتابخانه شامل بخش امانت، مرجع، نشریات، کافی نت و سالن مطالعه‌است.